# Пфайфер Томаш Йосипович
Томаш Йосипович Пфайфер (нар. 27 вересня 1942, Ужгород) — український футболіст, тренер і футбольний суддя.
З 1962 по 1972 рік виступав у нападі й середині поля команд «Верховина» (Ужгород), СКА (Львів), СКА (Одеса) і «Авангард» (Тернопіль). Всього провів 343 лігових матчів, забив 50 м'ячів. Майстер спорту СРСР (1964). У складі львівських «армійців» став переможцем класу «Б» 1965 року, з «Говерлою» виборов срібні нагороди чемпіонату УРСР 1972. З 1962 по 1964 рік захищав кольори збірної УРСР. Був змушений завершити виступи через серйозну травму.
Працював тренером. В сезоні-82 очолив «Закарпаття», яке на той час посідало останнє місце серед команд української зони другої ліги. Під його керівництвом ужгородська команда виправила турнірне становище і завершила першість на 17-му місці.
1980 року розпочав арбітраж матчів елітного дивізіону чемпіонату СРСР. Як лайнсмен провів 65 зустрічей команд вищої ліги. Всього як лайнсмен провів 103 гри (65 - вища ліга, 30 - перша ліга, 8 - кубок СРСР). Як головний суддя провів 62 гри (51 - перша ліга, 1 - друга ліга, 5 - кубок СРСР, 5 - турнір дублерів). Загалом як суддя провів 165 поєдинків на професійному рівні. Найчастіше його колегою на полі у бригаді арбітрів був Теметєв Олександр (63 гри, в тому числі 47 у ігор у вищій лізі). Суддя всесоюзної категорії (1986).
Сини Томаш і Іштван також були футболістами. Виступали за «Закарпаття» та інші команди. 
| Сезон | Команда     | Ліга | Ігри | Голи |
| ----- | ----------- | ---- | ---- | ---- |
| 1962  | «Верховина» | D3   | 19   | 1    |
| 1963  | СКА (Львів) | D3   | 22   | 5    |
| 1964  | СКА (Львів) | D3   | 33   | 1    |
| 1965  | СКА (Одеса) | D1   | 4    | 0    |
| 1965  | СКА (Львів) | D3   | 28   | 10   |
| 1966  | СКА (Львів) | D2   | 26   | 0    |
| 1967  | СКА (Львів) | D2   | 30   | 2    |
| 1968  | СКА (Львів) | D2   | 18   | 3    |
| 1969  | «Авангард»  | D2   | 39   | 3    |
| 1970  | «Верховина» | D3   | 38   | 7    |
| 1971  | «Говерла»   | D3   | 46   | 5    |
| 1972  | «Говерла»   | D3   | 38   | 3    |

| Рік    | Вища ліга | Перша ліга | Кубок СРСР | Всього |
| ------ | --------- | ---------- | ---------- | ------ |
| 1980   | 8         |            | 1          | 9      |
| 1981   | 9         | 3          | 1          | 13     |
| 1982   | 6         |            | 1          | 7      |
| 1983   | 11        | 1          |            | 12     |
| 1984   | 7         | 5          | 1          | 13     |
| 1985   | 11        | 2          | 2          | 15     |
| 1986   | 6         | 6          |            | 12     |
| 1987   | 4         | 3          | 1          | 8      |
| 1988   | 3         | 9          | 1          | 13     |
| 1989   |           | 1          |            | 1      |
| Всього | 65        | 30         | 8          | 103    |

| Рік    | Перша ліга | Друга ліга | Кубок СРСР | Турнір дублерів | Всього |
| ------ | ---------- | ---------- | ---------- | --------------- | ------ |
| 1980   | 3          |            | 1          |                 | 4      |
| 1981   | 4          | 1          | 1          |                 | 6      |
| 1982   | 3          |            | 1          |                 | 4      |
| 1983   | 7          |            |            | 3               | 10     |
| 1984   | 7          |            |            | 1               | 8      |
| 1985   | 9          |            | 1          | 1               | 11     |
| 1986   | 9          |            | 1          |                 | 10     |
| 1987   | 6          |            |            |                 | 6      |
| 1988   | 3          |            |            |                 | 3      |
| Всього | 51         | 1          | 5          | 5               | 62     |